# Anne Vallayer-Coster
Anne Vallayer, de casada Anne Vallayer-Coster, nascida em Paris a 21 de dezembro de 1744 e falecida no mesmo lugar a 28 de fevereiro de 1818, foi uma pintora francesa.

## Vida e Obra
Filha de um ourive, estudou com Madeleine Basseporte e Claude Joseph Vernet. Foi admitida na Academia Real de Pintura e Escultura em 1770 como pintora de natureza-mortas, e expôs no Salão do ano seguinte. Em 1781 casou com Jean-Pierre-Sylvestre Coster, advogado do Parlamento. Continuou a sua carreira com sucesso até a sua morte, convertendo-se em chefa de gabinete de pintura da rainha María Antonieta e a sua professora de desenho. Especialista em retratos e natureza-mortas, também se distinguiu na pintura de género e nas miniaturas.
Apesar do baixo status que a pintura de natureza morta tinha naquela época, as habilidades altamente desenvolvidas de Vallayer-Coster, especialmente na representação de flores, logo geraram muita atenção de colecionadores e outros artistas. Seu "talento precoce e as críticas entusiasmadas" lhe renderam a atenção da corte, onde Maria Antonieta teve um interesse particular nas pinturas de Vallayer-Coster.
Sua vida foi decididamente privada, digna e trabalhadora. Ela sobreviveu ao derramamento de sangue do Reinado do Terror, mas a queda da monarquia francesa, que eram seus principais patronos, fez com que sua reputação declinasse.
Além de naturezas mortas, ela pintou retratos e pinturas de gênero, mas por causa das restrições impostas às mulheres na época, seu sucesso na pintura de figuras foi limitado.
Nascida nas margens do Bièvre, perto do Rio Sena, Vallayer-Coster foi uma das quatro filhas nascidas de Joseph Vallayer (1704–1770) da família real et compagnon des Gobelins. Pode-se supor que o negócio de tapeçaria da família da artista teve alguma influência em seu interesse e habilidade na arte. Muitas de suas pinturas foram de fato copiadas em tapeçarias pela Manufacture Nationale des Gobelins. Como sua infância foi passada na fábrica, ela teve a oportunidade de vivenciar toda a operação do negócio. Em 1754, seu pai mudou a família para Paris. Vallayer-Coster parece não ter entrado no estúdio de um pintor profissional, possivelmente porque tal aprendizado com um homem não relacionado era difícil para uma mulher respeitável. Como outras mulheres artistas da época, ela foi efetivamente treinada por seu pai; mas também aprendeu com outras fontes, incluindo a especialista botânica Madeleine Basseport e o célebre pintor marinho Joseph Vernet.
Aos vinte e seis anos, Vallayer-Coster ainda não tinha um nome ou um patrocinador; isso provou ser uma questão preocupante para ela. Relutantemente, ela enviou duas de suas naturezas-mortas — Os Atributos da Pintura e Os Atributos da Música (ambas agora no acervo do Louvre) — para a Academia Real de Pintura e Escultura, como peças de recepção em 1770. Ela foi eleita por unanimidade para a Academia Real assim que os acadêmicos viram suas pinturas, tornando-a uma das apenas quatorze mulheres aceitas na Academia antes da Revolução Francesa. Este momento de sucesso, no entanto, foi ofuscado pela morte de seu pai. Imediatamente sua mãe assumiu os negócios da família, o que era bastante comum naquela época, e Anne continuou a trabalhar para ajudar a sustentar sua família.

## Galeria

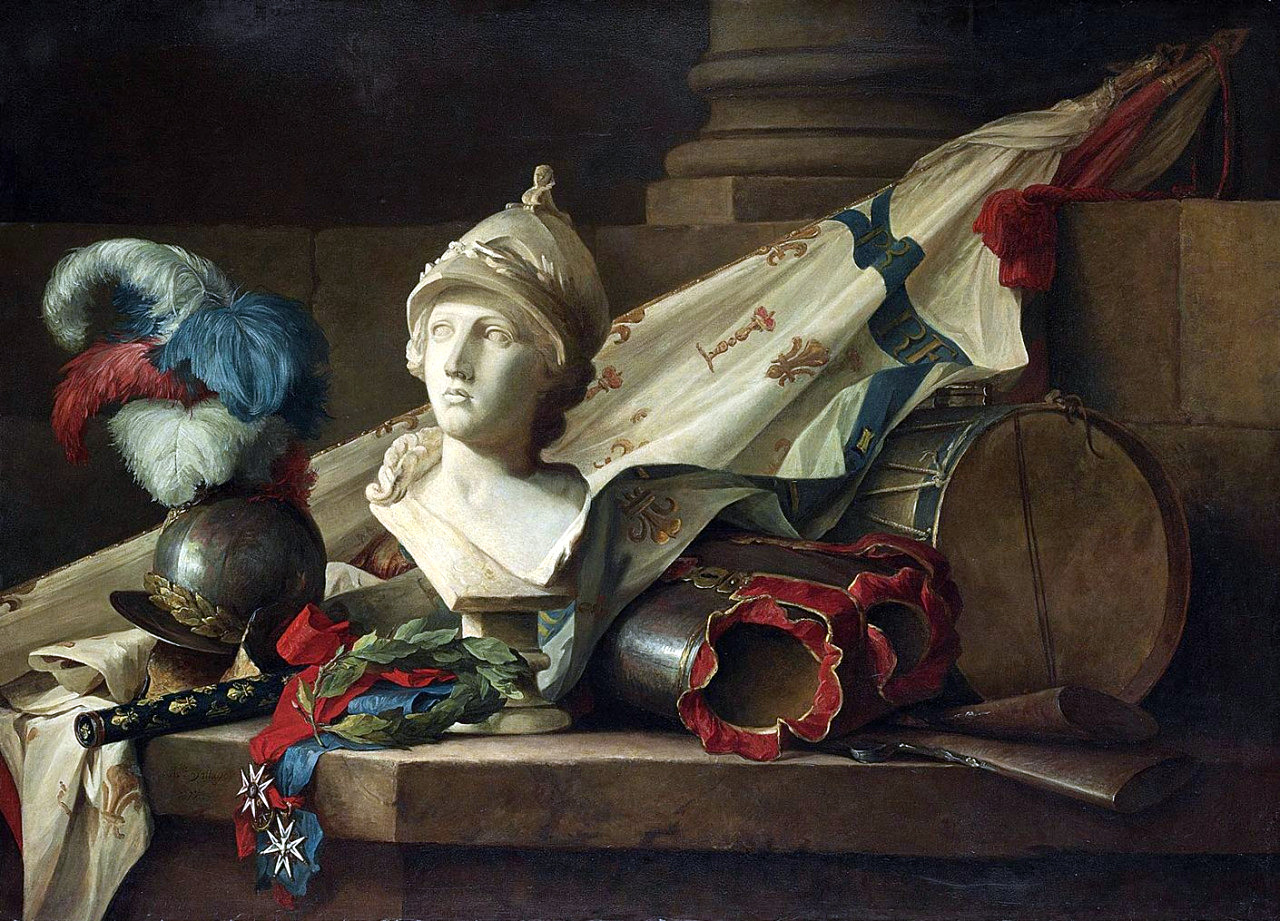
A Bust of Minerva with Armour and Weapons on a Stone Ledge (1777)
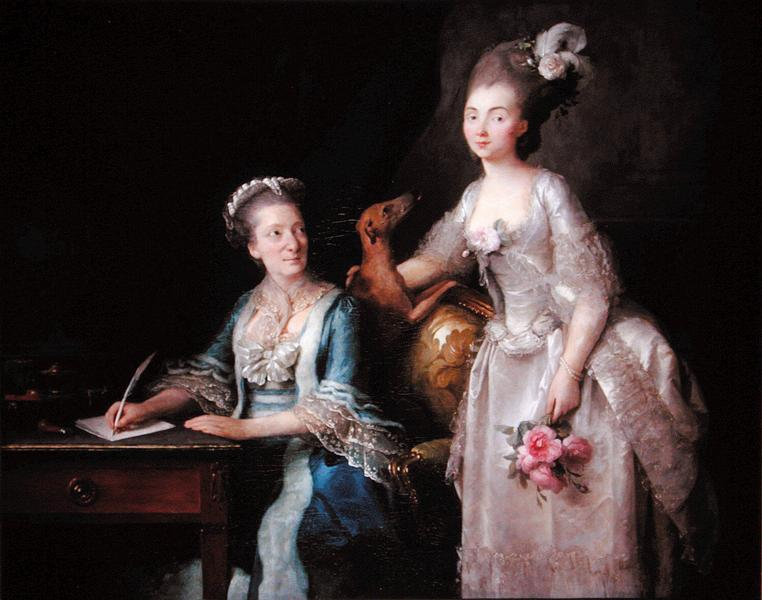
A Lady Writing, and her Daughter (1775)
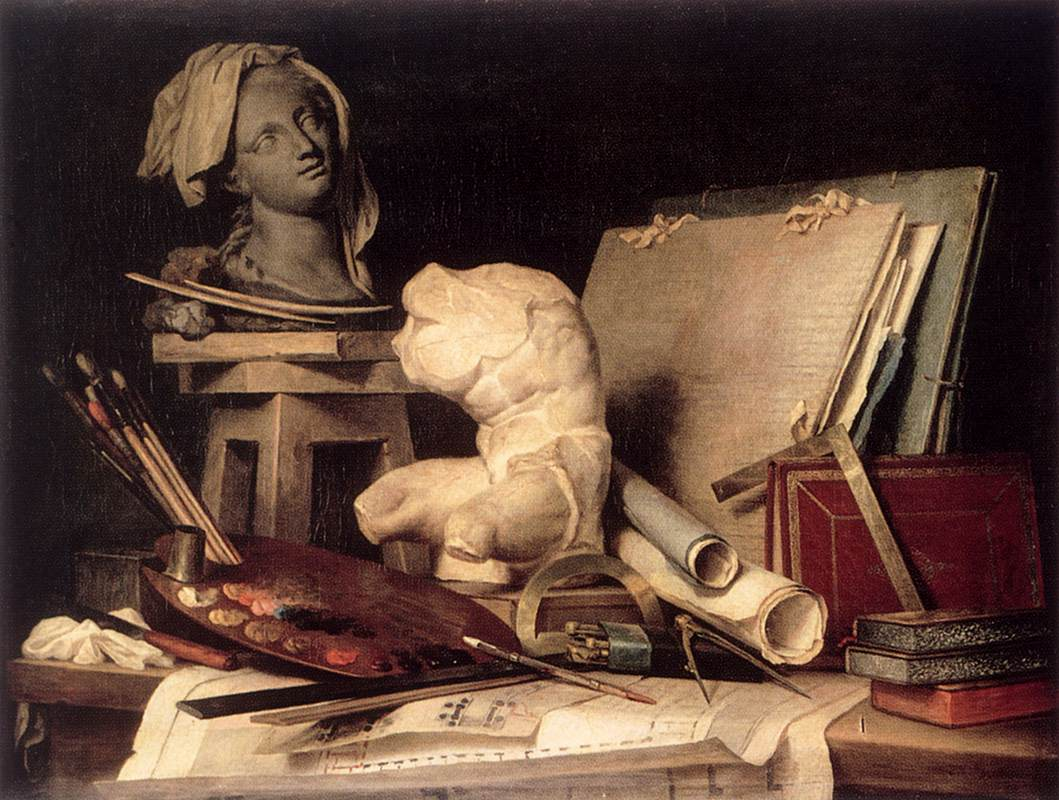
Attributes of Painting, Sculpture, and Architecture (1769)
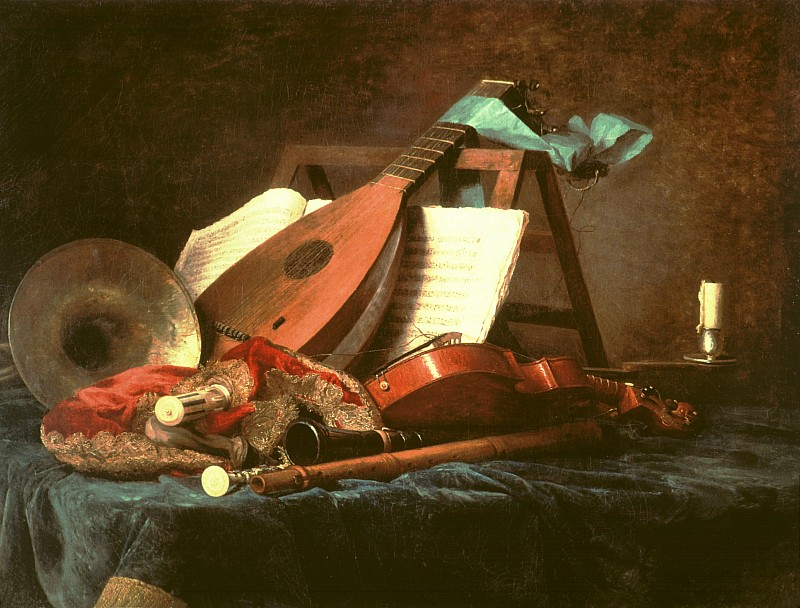
Attributes of Music (1770)
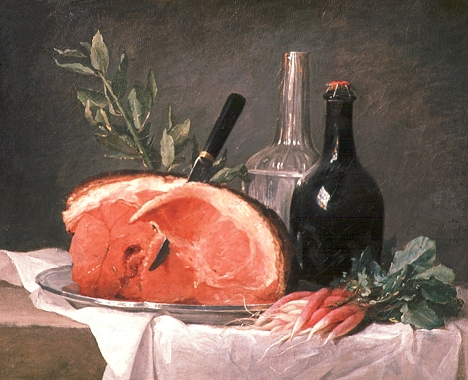
Still Life with a Ham (ca. 1767)
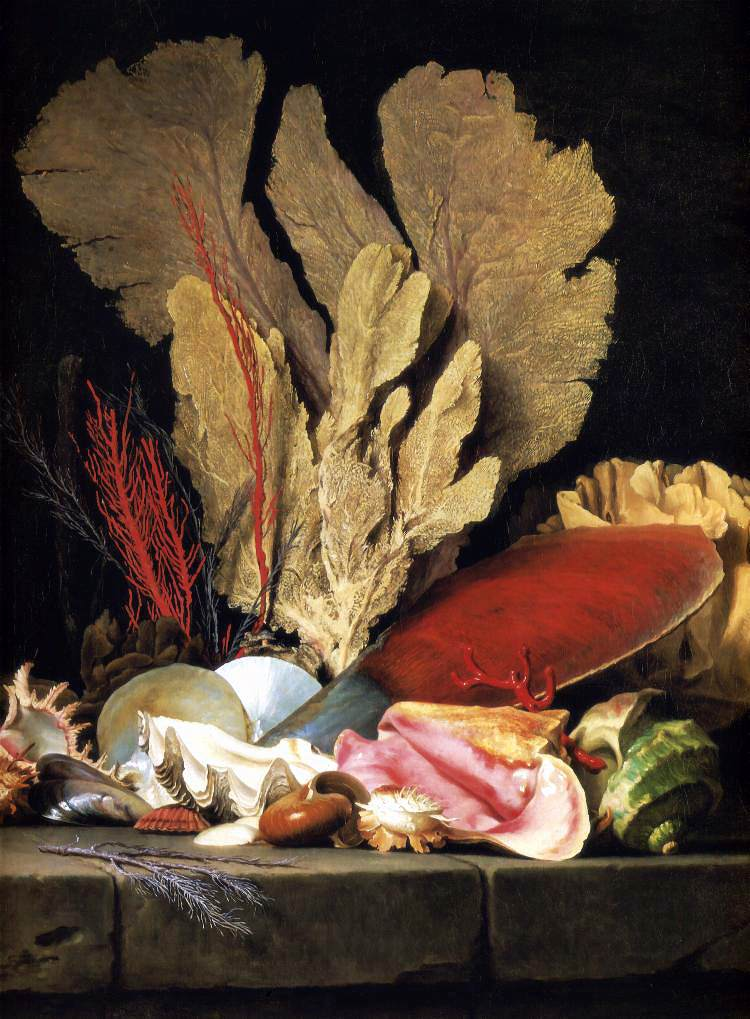
Still-Life with Tuft of Marine Plants, Shells and Corals (1769)
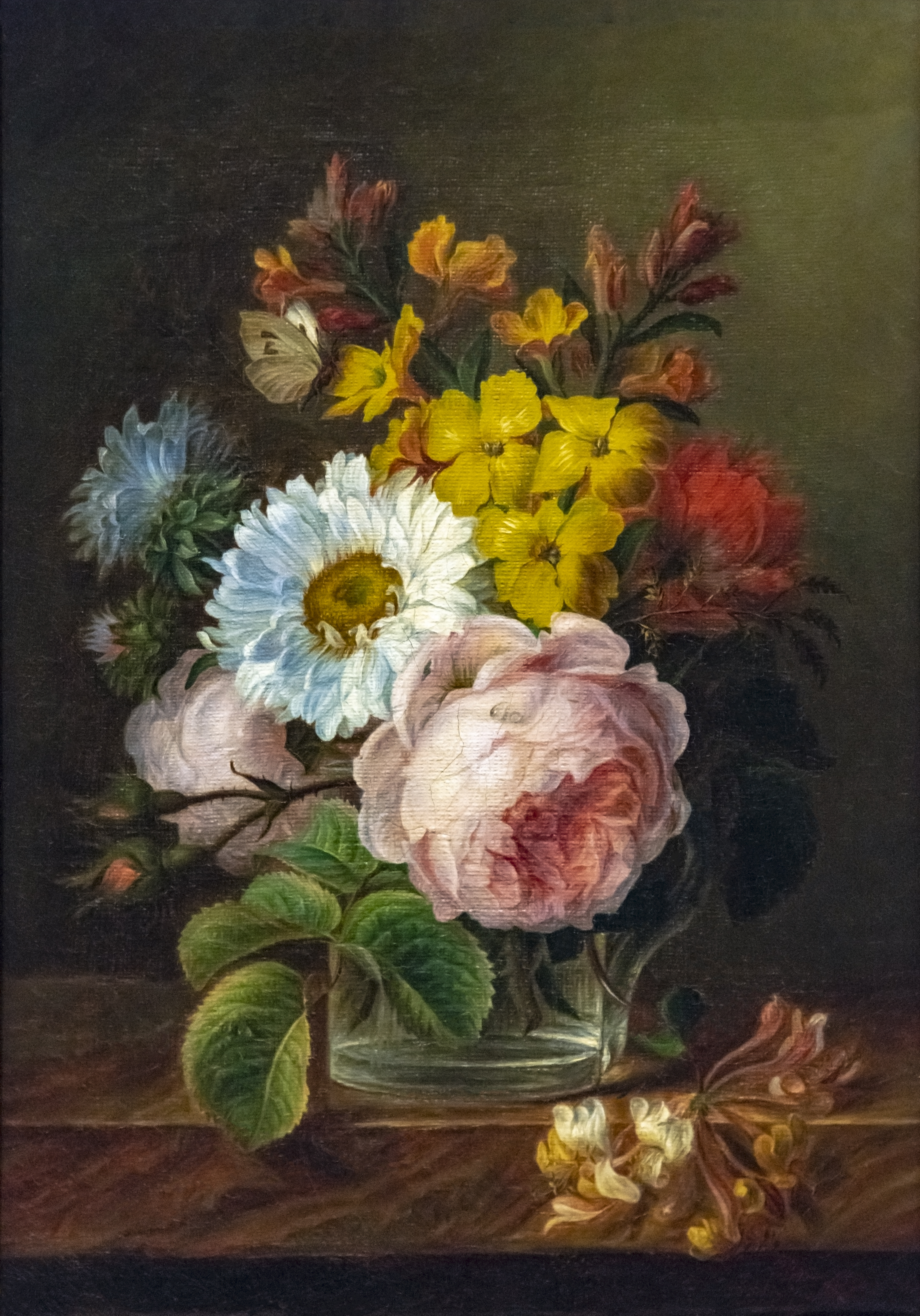
Buquê de flores em um copo de água (ca. 1774)
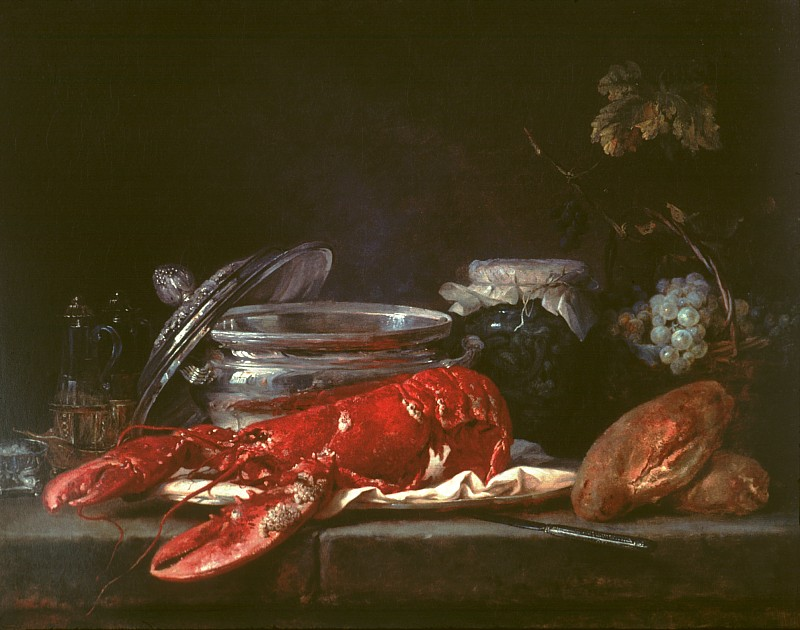
Still Life with Lobster (ca. 1781)